# Redwan Ebrahim
Pour les articles homonymes, voir Ebrahim.
Redwan Salih Ebrahim, né le 27 octobre 1997, est un coureur cycliste éthiopien.

## Biographie
En début d'année 2017, Redwan Ebrahim participe à ses premiers championnats d'Afrique sur route, à Louxor. Il se classe respectivement 4e du contre-la-montre par équipes, avec ses coéquipiers éthiopiens, 14e du contre-la-montre individuel puis 36e de la course en ligne. Près d'un mois plus tard, il participe à la Tropicale Amissa Bongo (49e), la plus prestigieuse course cycliste du continent africain. Au mois d'août, il remporte deux étapes et termine cinquième et meilleur grimpeur du Tour Meles Zenawi, en Éthiopie. En novembre, il prend la deuxième place de la dernière étape du Tour du Rwanda, au sommet du Mur pavé de Kigali.
Pour sa deuxième participation aux championnats d'Afrique en 2018, le coureur éthiopien termine 5e du contre-la-montre par équipes, 4e et deuxième coureur espoir classé sur le contre-la-montre individuel, puis 17e de l’épreuve en ligne.

## Palmarès
- 2017
  - 1re et 3e étapes du Tour Meles Zenawi
- 2018
  -  Médaillé d'argent du championnat d'Afrique du contre-la-montre espoirs
  - 2e du championnat d'Éthiopie du contre-la-montre
- 2019
  -  Médaillé d'argent du championnat d'Afrique du contre-la-montre espoirs
  -  Médaillé de bronze du championnat d'Afrique du contre-la-montre par équipes

## Classements mondiaux
| Année           | 2017 | 2018 | 2019 |
| --------------- | ---- | ---- | ---- |
| UCI Africa Tour | 146e | 42e  | 64e  |